# Hala Legionów

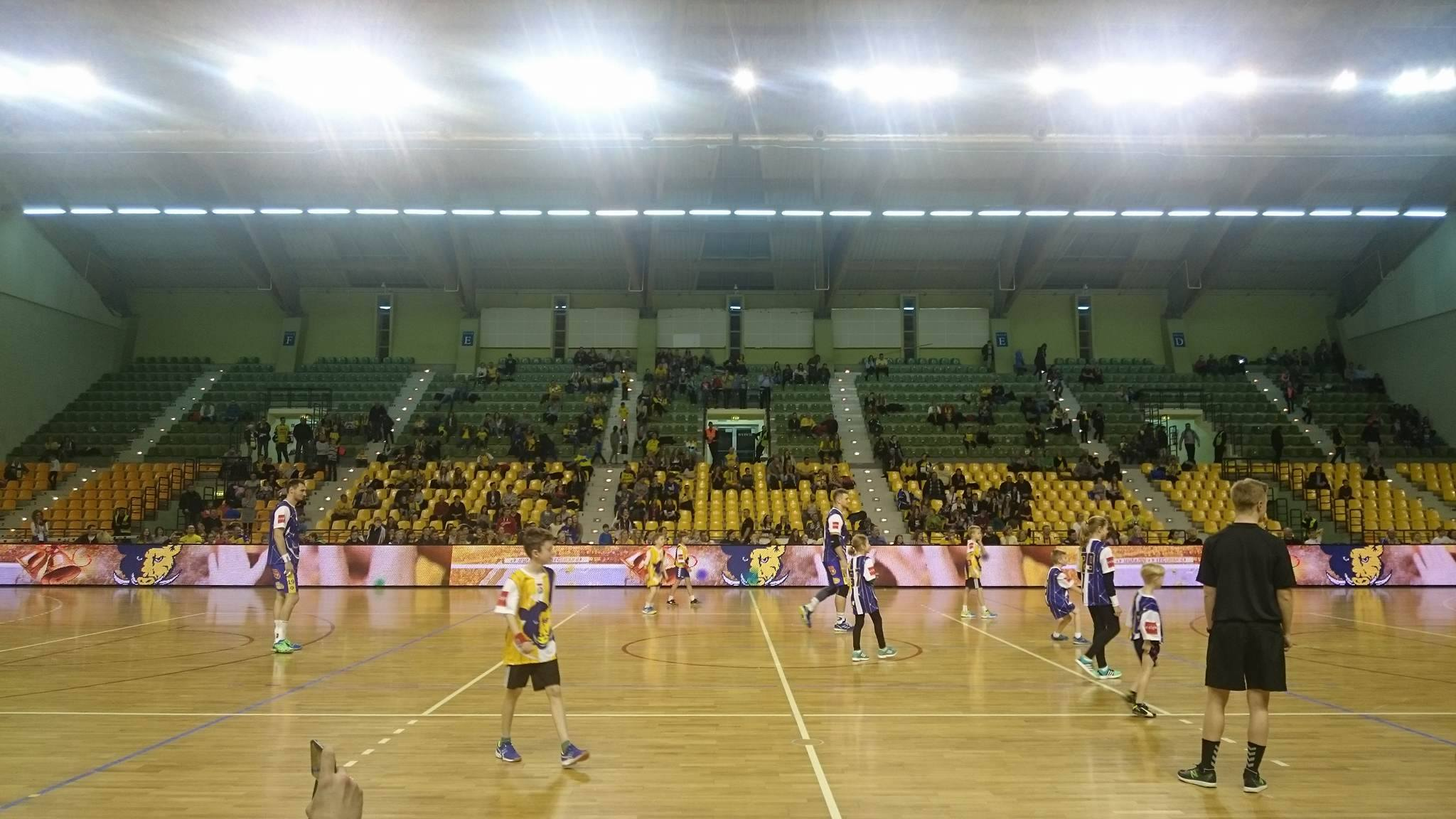
Vista del interior del Hala Legionów

El Hala Legionów (Sala de las Legiones) es un recinto deportivo situado en Kielce en Polonia. Fue inaugurado el 25 de agosto de 2006 y dispone de una capacidad total de 4200 espectadores. En él juega sus partidos como local el club de balonmano KS Kielce. En el pasado también jugaba como local el club de voleibol KPS Kielce hasta que se disolvió en 2019.
La instalación deportiva está situada en la parte meridional de la ciudad, en la calle Leszek Drogosz (ulica Leszka Drogosza), a apenas 100 metros del estadio de atletismo y a un kilómetro del Estadio Municipal de Kielce. 

## Inauguración
La apertura oficial del Hala Legionów tuvo lugar el 25 de agosto de 2006, con motivo del torneo de balonmano Kielce Cup que se celebró entre el 25 y el 27 de agosto. En el mismo participaron, aparte del KS Kielce como equipo local, varios equipos europeos como el Grasshoppers Club Zürich, el Viborg HK, el Dunaferr SE, el IFK Skövde y el Tatran Presov.